# Ad líbitum
Ad líbitum este o expresie de origine latină care înseamnă literalmente „după plac”, „după voie”. Ea este de multe ori abreviată ad lib.. 
Expresia a bene placito („după bunul plac [a cuiva]”) este aproximativ sinonimă și mai puțin obișnuită, dar expresia italiană a piacere a intrat în limbajul muzical popular. Acest termen, așa cum se va vedea mai jos, este folosit în diferite discipline precum muzica, biologia sau științele politice.

## În muzică

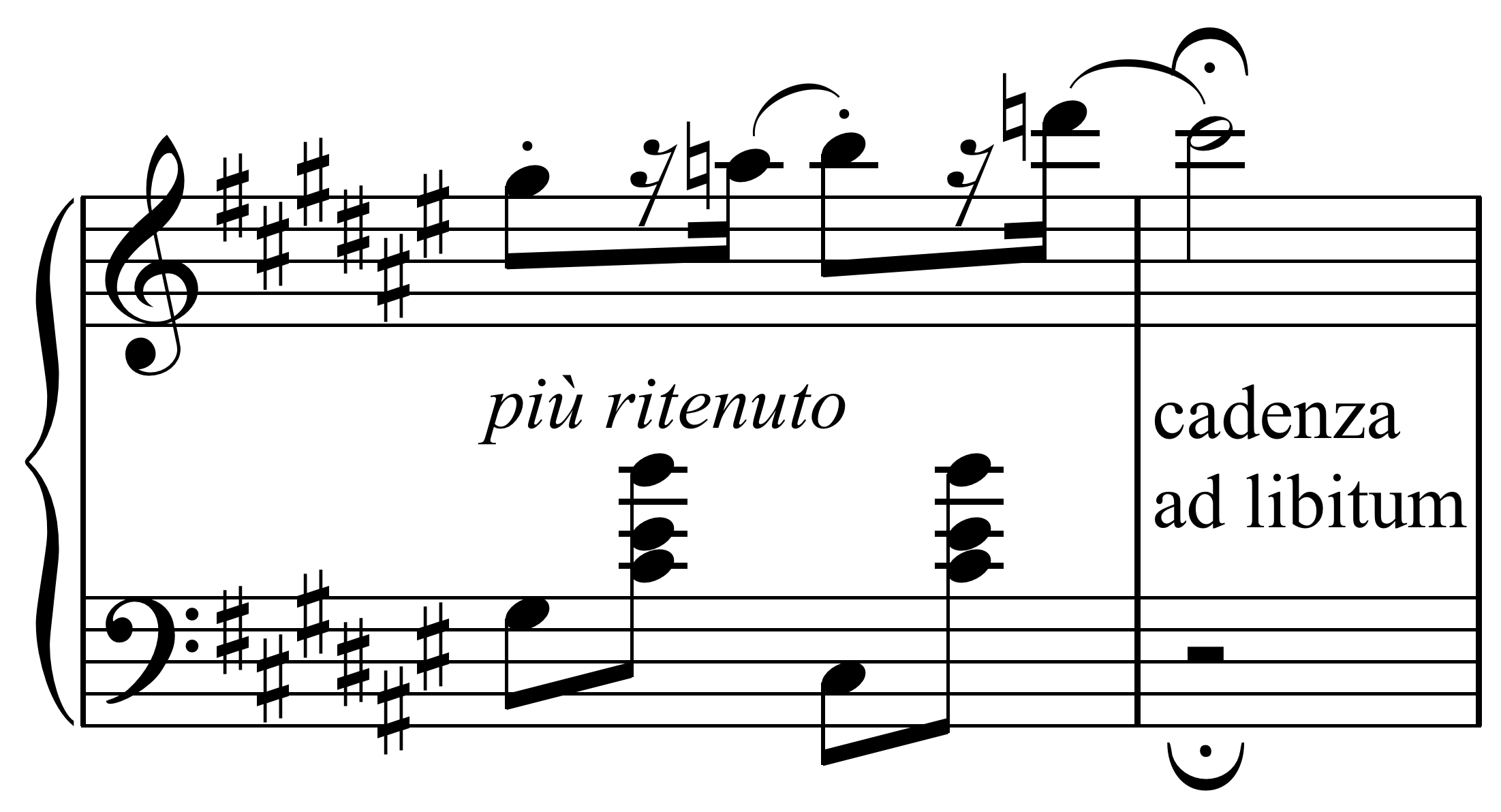
Fragment de partitură a Rapsodiei Ungare nr. 2 a lui Franz Liszt.

În acest domeniu ad libitum este o notație muzicală, care înseamnă „după voie” și poate apărea în partituri. Poate avea diferite sensuri semnalând faptul că interpretul sau șeful orchestrei au la dispoziție o varietate de moduri în care pot aborda un anumit pasaj:
- pentru a interpreta pasajul într-un ritm liber în loc de un tempo strict sau „metronomic”. Este o practică cunoscută ca rubato atunci când nu este indicată în mod expres de către compozitor. Modificarea afectează numai tempo-urile, dar niciodată notele;
- pentru a improviza o linie melodica care se încadrează în structura generală stabilită prin notele sau acordurile adnotate în pasaj;
- pentru a omite o parte instrumentală, cum ar fi un acompaniament care nu este esențial. În acest caz este o indicație opusă față de obbligato;
- când apare expresia „repetă ad libitum” pentru a interpreta pasajul de un număr arbitrar de ori (vezi ostinato).

În alte ocazii, ea poate apărea, de asemenea, pentru a semnala că o piesă muzicală poate fi interpretată cu sau fără instrumentul indicat. De exemplu, contrafagot „ad libitum” sau „ad lib.”  (în formă prescurtată).
Indicația a piacere are un sens mai restrâns, referindu-se, de obicei, doar la primele două tipuri de criterii. Muzica barocă, în special, conține o indicație ad libitum scrisă sau implicită, prin care majoritatea compozitorilor se referă la libertatea pe care o au interpreții și dirijorul. Pentru muzica clasică posterioară stilului baroc și jazz, vezi cadenza.

## În alte domenii

### În biologie
Ad libitum este utilizat, de asemenea, în psihologie și în biologie pentru a se referi la greutatea unui animal atunci când nu a fost impus nici un control asupra alimentației lui. Un exemplu de utilizare ar putea fi: „greutatea ad libitum a unui șobolan a fost de 320 de grame”. În studiile nutriționale, fraza denotă accesul liber al unui animal la apă sau la hrană atunci când cerințele biologice ale acestuia sunt cele care-i reglementează consumul. De exemplu: „le-a fost acordat șobolanilor accesul ad libitum la hrană și apă”.
În studiile biologice de teren poate însemna, de asemenea, că informațiile au fost obținute în mod spontan, fără o metodă specifică.

### În medicină
În prospecte medicale și în investigația clinică, abrevierea ad lib.  indică faptul că administrarea medicamentului depinde de voința pacientului.

### În liturghia catolică
Termenul Ad libitum este folosit în liturghia catolică atunci când se referă la celebrarea opțională a unei sărbători religioase sau a unui sfânt din calendarul catolic, aflată la discreția preotului celebrant sau a consiliului parohial.

### În politică
Este folosit, de asemenea, pentru a se referi la deciziile politice care sunt luate „a piacere”, adică sunt axate mai mult pe propriile interese ale politicienilor decât pe interesele alegătorilor.

### În cinematografie
Expresia „ad lib” care apare într-un scenariu de film sau de televiziune are scopul de a indica actorilor că trebuie să improvizeze, de exemplu, câteva dialoguri.

## Legături externe
- «Ad libitum. Arhivat în 4 martie 2016, la Wayback Machine. La improvisación como procedimiento compositivo» Arhivat în 4 martie 2016, la Wayback Machine., ciclo de la Fundación Juan March, 2008.